# 古谷安民
古谷 安民（ふるたに やすたみ、1852年2月11日（嘉永5年1月22日） - 1918年（大正7年）11月22日）は、大日本帝国陸軍の軍人。最終階級は陸軍少将。栄典は正五位功三級勲三等。

## 来歴・人物
長門国美祢郡岩永村（現山口県美祢市）士族出身。
西南戦争では第4旅団第1大隊第4中隊に属する。歩兵第30連隊長を経て、日露戦争では第三軍兵站監をつとめる。武学生養成所（※山口県愛山会武学講習所）所長。
1918年没。戒名は奨武院殿安道濟民大居士。

## 栄典・授章・授賞
位階
- 1883年（明治16年）7月16日 - 従七位[2]
- 1886年（明治19年）7月8日 - 正七位[3]

勲章等
- 1889年（明治22年）11月22日 - 勲六等瑞宝章[4]

## 親族
- 妻　もと子　二男二女　長男夭折　次男　忠夫